# Fåglavik
Fåglavik is een plaats in de gemeente Herrljunga en Vara in het landschap Västergötland en de provincie Västra Götalands län in Zweden. De plaats heeft 209 inwoners (2005) en een oppervlakte van 57 hectare.